# Ketotifen
Ketotifen – organiczny związek chemiczny, lek przeciwhistaminowy I generacji, antagonista receptora H1. W dawkach wyższych niż terapeutyczne stabilizuje błony komórkowe mastocytów, hamuje ich degranulację i tym samym uwalnianie z ich ziarnistości histaminy i innych przekaźników reakcji alergicznych.

## Wskazania
Uczulenia, alergiczne zapalenie oskrzeli, astma oskrzelowa (nie przerywa napadu, działa dopiero po kilkunastu dniach stosowania), alergie wielonarządowe, katar sienny, atopowe zapalenie skóry i alergiczne zapalenie spojówek.

## Działania niepożądane
W początkowym okresie leczenia: senność, otępienie, wzmożone łaknienie, suchość jamy ustnej, zawroty głowy

## Preparaty w Polsce
W Polsce dostępne są: Ketotifen, Zabak i Zaditen.